# Собор Михаїла Архангела (Сочі)

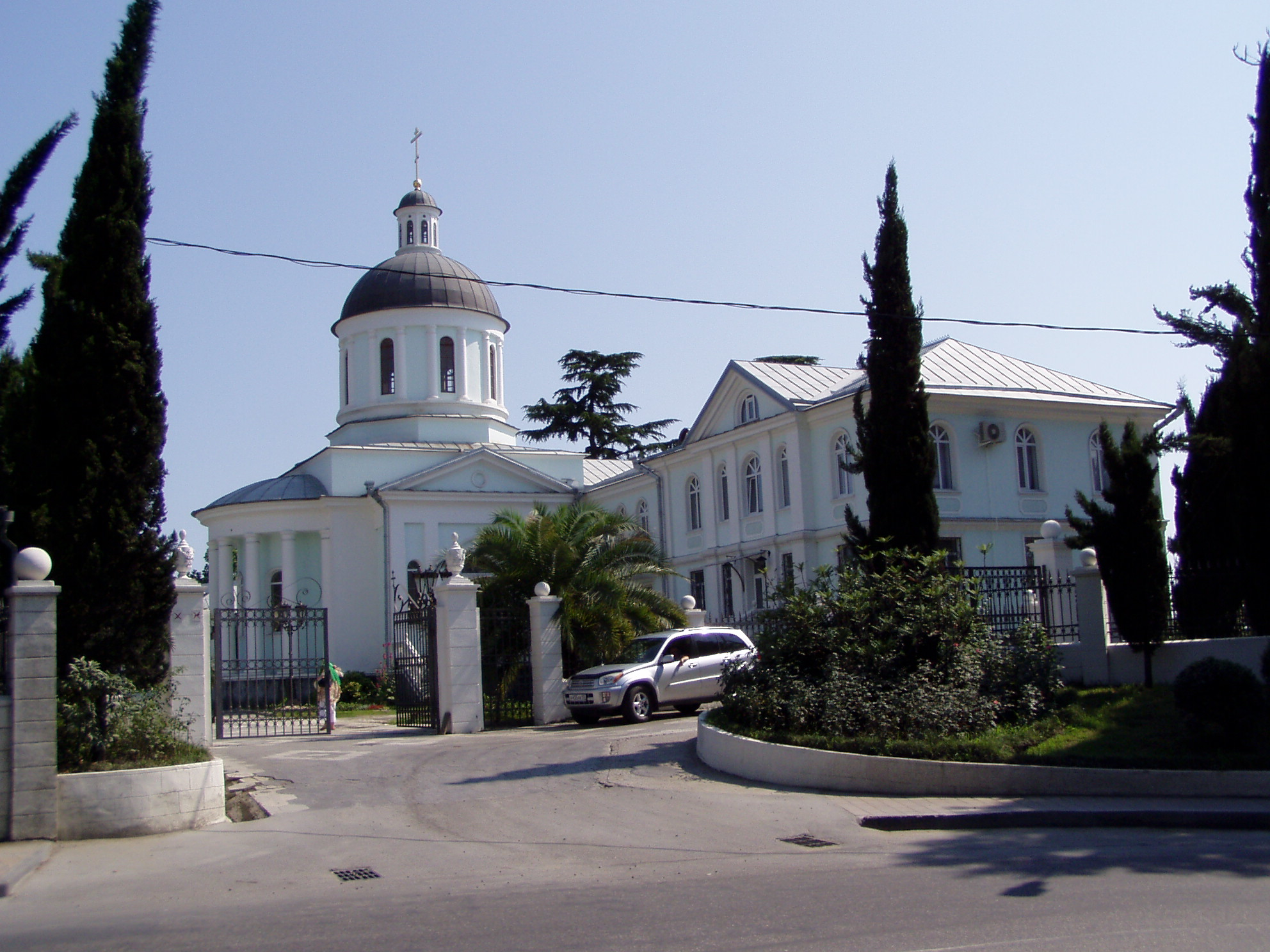

Собор Михаїла Архангела — головний православний храм міста Сочі.

## Історія

### Будівництво
Це перший православний храм на території Чорноморського округу. Споруджений у пам'ять закінчення Кавказької війни (1864 р.). Початок спорудження собору пов'язують із прямою вказівкою князя Михайла. Помітну роль в організації будівництва зіграв начальник Чорноморського округу генерал Д. В. Пиленко. Як будівельник собору виступив статський радник агроном А. В. Верещагін, який взяв зобов'язання спорудити його на приватні кошти. Спочатку роботи фінансував великий чорноморський землевласник Н. Н. Мамонтова. План і малюнки храму виконував московський архітектор А. С. Камінський. Закладка церкви відбулася 26 травня 1874. Через чотири роки було завершено зведення кам'яних стін церкви і трапезної з залізним дахом. За різними обставинами будівництво храму затягнулося на довгі роки, незважаючи на допомогу відомих меценатів: С. І. Мамонтова та графа Ф. Ф. Сумарокова-Ельстон. 25 жовтня 1890 спорудження храму завершилося. 24 вересня 1891 відбулося урочисте освячення нового собору. До початку XX сторіччя навколо храму формується духовний центр. До складу парафіяльних володінь входили: церковно - приходська школа, церковно - парафіяльній будинок з господарськими будівлями, каплиця, садово - парковий комплекс з розплідником рослин. Весь цей комплекс носив неофіційну назву Церковний квартал.

### Закриття
У 1929 році починається кампанія по закриттю собору. Вже в 1931 році храм був закритий, а потім переданий під склад. Так тривало до початку німецько-радянської війни.
Храм був повернений громаді у 1944 році без відшкодування церковного майна. Протягом усієї своєї історії храм змінював свій зовнішній і внутрішній вигляд. У післявоєнний період будівля перебудовувалася, втративши первинні риси.
У 1981 році будівля собору поставлено під охорону держави як пам'ятник культової архітектури.
У 1992-1994 роках собор був відреставрований за проектом сочінського архітектора Ф. І. Афуксеніді, який повернув храму первісний архітектурний вигляд.

### Сьогодення
Сьогодні Собор Архангела Михаїла є головним храмом не тільки Центрального району, але і всього Сочі.

## Архітектура
Будівля храму виконано у формі хреста з витягнутою фасадної гілкою. Гілки хреста будівлі перекриті склепіннями, а центр - куполом. Довжина будівлі - 25,6 метрів, ширина - 17,1 метра, висота, включаючи хрест на дзвіниці, - 34 метри. У 1993 - 1994 собор був відреставрований.

## Адреса
Адреса собору:
- 354000 Росія, м. Сочі, вул. Москвіна, 12